# 프랜시스 파크먼
프랜시스 파크먼 주니어(Francis Parkman Jr., 1823년 9월 16일 ~ 1893년 11월 8일)는 미국의 역사학자로, 《오리건 트레일: 대초원과 로키산맥 생활 스케치》와 기념비적인 7권짜리 저서인 《북아메리카의 프랑스와 잉글랜드》의 저자로 가장 잘 알려져 있다. 이 작품들은 여전히 역사적 자료이자 문학으로서 가치가 있다. 그는 또한 저명한 원예학자로, 한때 하버드 대학교의 원예학 교수였으며 해당 주제에 관한 여러 권의 책을 썼다. 파크먼은 여성 법적 투표권에 반대하는 에세이를 썼는데, 이는 그가 사망한 후에도 오랫동안 유포되었다. 파크먼은 1858년부터 1893년 사망할 때까지 보스턴 아테나움의 이사였다.

## 생애

### 어린 시절
파크먼은 매사추세츠주 보스턴에서 보스턴의 명문가 출신인 프랜시스 파크먼 시니어 목사(1788-1853)와 캐롤라인 (홀) 파크먼 사이에서 태어났다. 시니어 파크먼은 1813년부터 1849년까지 보스턴에 있는 유니테리언 뉴 노스 교회의 목사였다.
어린 시절 "프랭크" 파크먼은 건강이 좋지 않았고, 보다 소박한 생활 방식이 그를 더 튼튼하게 만들 것이라는 희망으로 인근 매사추세츠주 메드퍼드에 있는 그의 외할아버지의 3,000에이커(12 km2) 야생 토지에서 살도록 보내졌다. 그곳에서 4년 동안 머물면서 파크먼은 숲에 대한 사랑을 키웠고, 이는 그의 역사 연구에 활력을 불어넣었다. 실제로 그는 나중에 자신의 책들을 "미국 숲의 역사"라고 요약했다. 그는 사냥하는 법을 배웠고, 진정한 개척자처럼 야생에서 살아남을 수 있었다. 그는 나중에 심지어 안장 없이 말을 타는 법도 배웠는데, 이는 그가 수 연맹과 함께 살게 되었을 때 유용하게 쓰일 기술이었다.

### 교육 및 경력

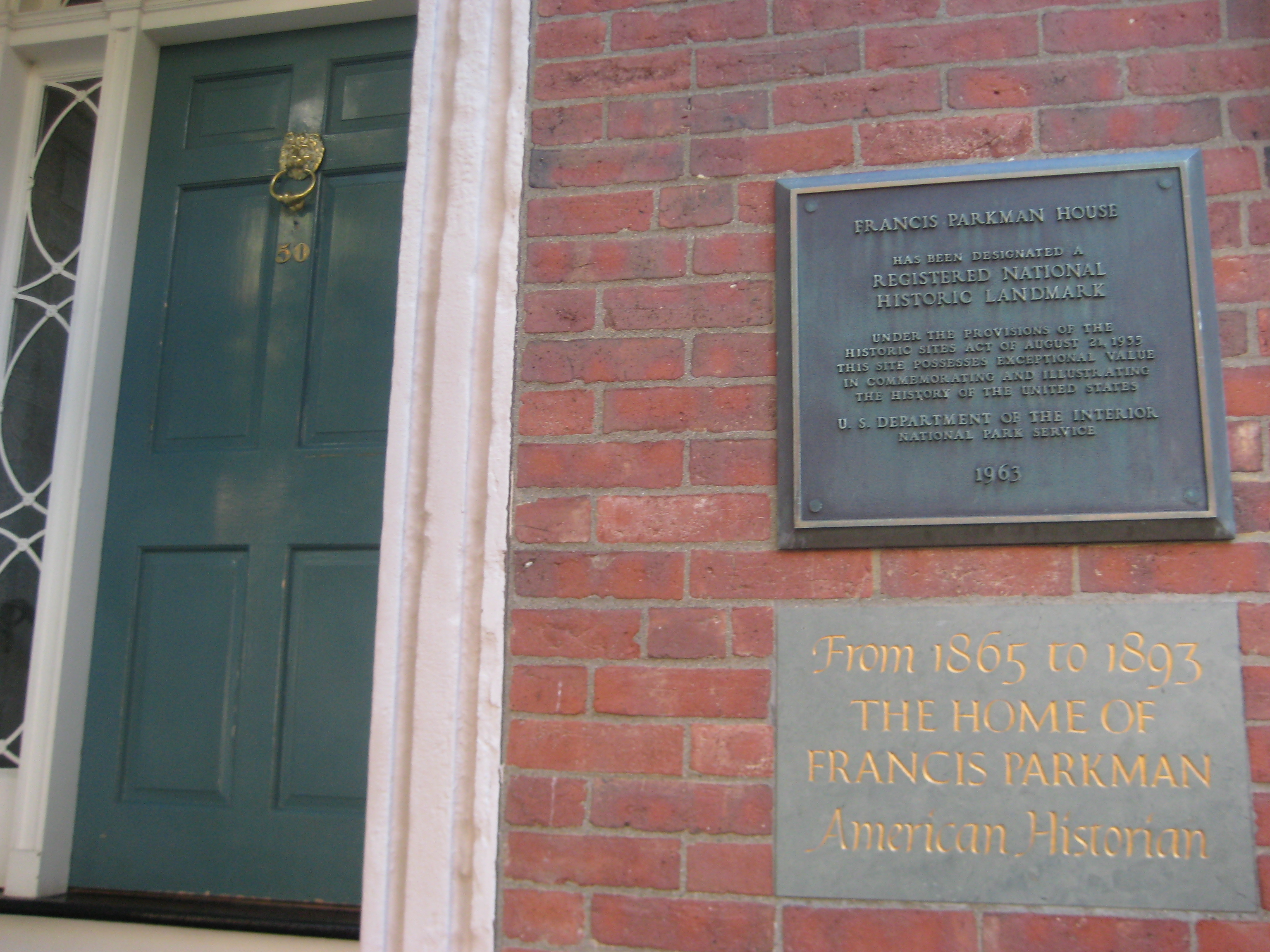
비컨 힐에 있는 미국 국립역사기념물인 프랜시스 파크먼 하우스

파크먼은 16세에 하버드 칼리지에 입학했다. 2학년 때 그는 평생의 업적이 될 계획을 구상했다. 1843년, 20세에 그는 그랜드 투어 형식으로 8개월 동안 유럽을 여행했다. 파크먼은 알프스산맥과 아펜니노산맥을 가로질러 탐험하고, 베수비오산에 올랐으며, 한동안 로마에 살면서 수난 수사회 수도사들과 친구가 되었는데, 그들은 그를 가톨릭으로 개종시키려고 시도했으나 실패했다.
1844년 졸업 후, 그는 법학 학위를 따도록 설득당했는데, 그의 아버지는 그러한 공부가 파크먼의 숲의 역사를 쓰려는 욕구를 없애줄 것이라고 기대했다. 그러나 아무런 소용이 없었고, 법학 학교를 마친 후 파크먼은 자신의 위대한 계획을 수행했다. 당시 미국의 야생 역사를 쓰는 것이 신사적이지 않다고 여겨졌기 때문에 그의 가족은 파크먼의 직업 선택에 다소 경악했다. 진지한 역사가들은 고대사를 연구하거나, 당시의 유행에 따라 스페인 제국을 연구하곤 했다. 파크먼의 작품은 너무나 잘 받아들여져 그의 생애 말기에는 초기 미국의 역사가 유행이 되었다. 시어도어 루스벨트는 그의 4권짜리 변경 역사서인 《서부 정복》(1889-1896)을 파크먼에게 헌정했다.
1846년, 파크먼은 사냥 원정을 위해 서부로 여행하여 수 연맹 부족과 몇 주를 보냈다. 당시 그들은 전염병과 알코올 중독과 같은 유럽인과의 접촉으로 인한 일부 영향과 씨름하고 있었다. 이 경험은 파크먼이 미국 원주민에 대해 "고귀한 야만인"이라는 고정 관념으로 표현된 이전의 더 동정적인 묘사와는 매우 다른 어조로 글을 쓰게 만들었다. 명백한 운명의 시대에 글을 쓰면서 파크먼은 아메리카 원주민의 정복과 대체가 진보를 의미하며, "문명"이 "야만"에 대한 승리라고 믿었는데, 이는 당시의 일반적인 견해였다. 그는 1846-1848년 스태튼 아일랜드와 버몬트주 브래틀보로에서 병으로 회복하는 동안 《오리건 트레일》을 썼다. 그는 1855년에 미국 예술 과학 아카데미 회원으로 선출되었고, 1865년에는 미국 고대 유물 학회 회원으로 선출되었다.
남북 전쟁이 끝나갈 무렵, 파크먼은 보스턴 아테나움 사서인 윌리엄 F. 풀과 동료 이사인 도널드 맥케이 프로스트, 레이먼드 생어 윌킨스와 함께 미래의 역사가들을 위해 아메리카 연합국에서 인쇄된 신문, 브로드사이드, 책, 소책자를 확보하는 것의 중요성을 깨달았다. 파크먼의 선견지명 덕분에 보스턴 아테나움은 세계에서 가장 광범위한 남부 연합 인쇄물 컬렉션 중 하나를 보유하게 되었다.
파크먼은 1879년에 널리 유포된 선전 에세이에서 여성의 선거권에 반대하는 입장을 표명했으며, 여성은 "인류의 충동적이고 흥분하기 쉬운 절반"으로 정부에서 신뢰할 수 없다고 주장했다.

### 개인 생활
보스턴의 부유한 가문 출신인 파크먼은 재정 문제에 대해 너무 걱정할 필요 없이 연구를 추구할 만큼 충분한 돈을 가지고 있었다. 그의 재정적 안정은 그의 검소한 생활 방식과 나중에 그의 책 판매 수입으로 인해 더욱 강화되었다. 따라서 그는 연구와 여행에 많은 시간을 할애할 수 있었다. 그는 북미 전역을 여행하며 자신이 썼던 대부분의 역사적 장소를 방문했으며, 연구를 더욱 심화하기 위해 원본 문서를 찾으러 유럽을 자주 여행했다.
파크먼의 업적은 그가 평생 동안 시달렸던, 제대로 진단되지 않은 쇠약성 신경 질환을 앓았다는 사실을 고려할 때 더욱 인상적이다. 그는 종종 걸을 수 없었고, 오랜 기간 동안 사실상 맹인이어서 아주 미미한 빛만 볼 수 있었다. 그의 연구의 대부분은 다른 사람들이 그에게 문서를 읽어주는 것을 포함했고, 그의 글쓰기의 대부분은 어둠 속에서 쓰거나 다른 사람들에게 구술하는 방식으로 이루어졌다.

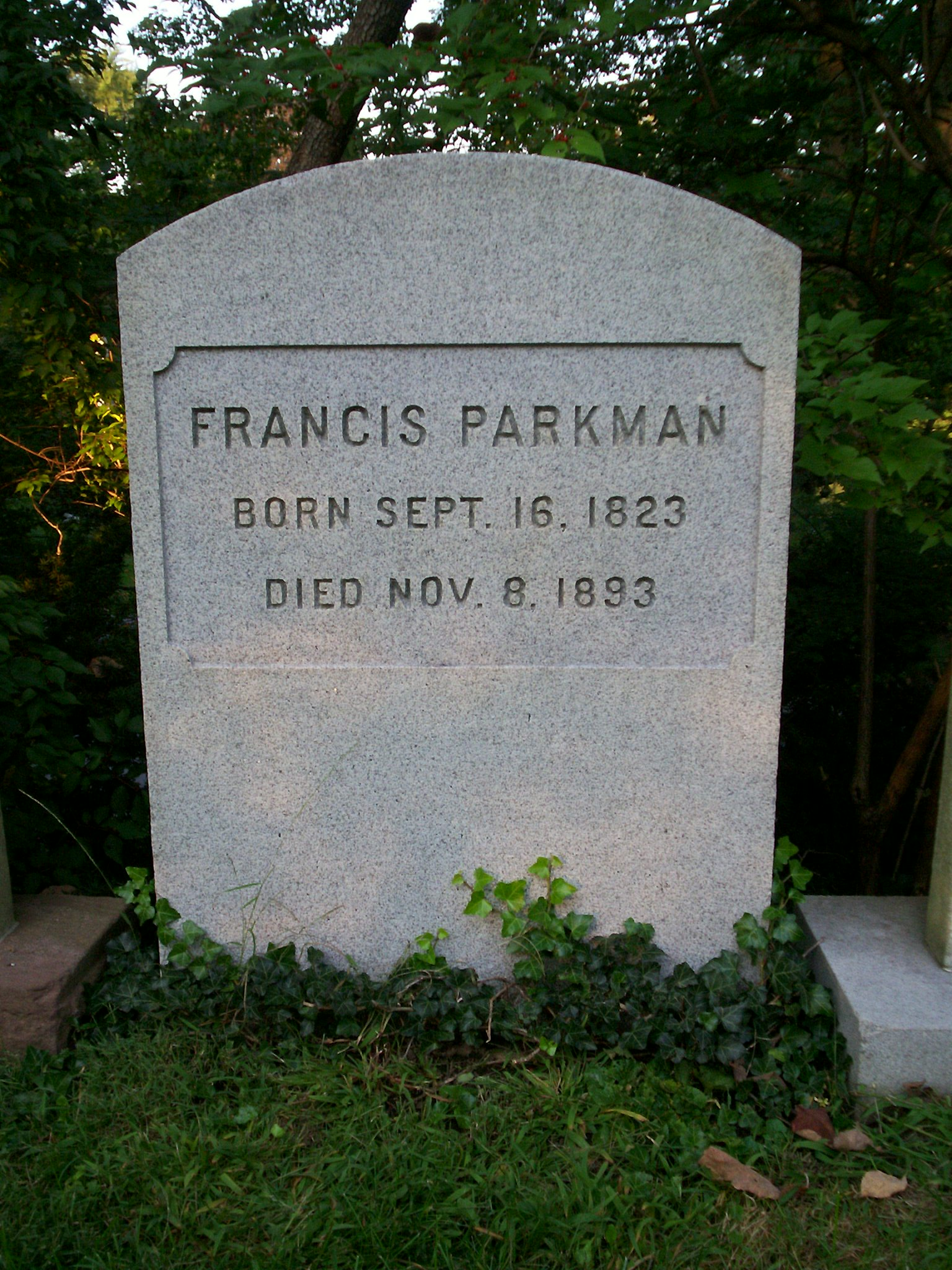
프랜시스 파크먼의 묘비

파크먼은 1850년 5월 13일에 캐서린 스콜레이 비글로우와 결혼하여 세 자녀를 두었다. 한 아들은 어린 시절에 사망했고, 그 직후 그의 아내도 사망했다. 그는 두 딸을 성공적으로 키웠고, 그들을 보스턴 사회에 소개했으며, 두 딸이 결혼하여 각자의 가정을 이루는 것을 보았다. 파크먼은 70세에 자메이카 플레인에서 사망했다. 그는 매사추세츠주 케임브리지의 마운트 오번 공동묘지에 묻혔다. 파크먼은 또한 1879년에 보스턴의 세인트 보톨프 클럽을 창립하고 초대 회장을 역임한 것으로도 알려져 있는데, 이 클럽은 예술과 문학에 중점을 둔 사교 클럽이다.

## 유산
그의 재능과 업적을 인정하여 미국 역사학자 협회는 매년 미국 역사에 관한 최고의 책에 프랜시스 파크먼상을 수여한다.
그의 저작은 퓰리처상 수상자인 C. 반 우드워드, 앨런 네빈스, 새뮤얼 모리슨과 같은 그의 저작의 새로운 판에 에세이를 발표한 역사가들과 Wilbur R. Jacobs, 존 키건, William Taylor, 마크 반 도렌, 데이비드 레빈을 비롯한 다른 저명한 역사가들에게도 찬사를 받았다. 토머스 하트 벤턴과 프레데릭 레밍턴과 같은 유명 예술가들이 파크먼의 책에 삽화를 그렸다. 수많은 번역본이 전 세계적으로 출판되었다.
1865년에 파크먼은 보스턴 비컨 힐의 체스트넛 스트리트 50번지에 집을 지었는데, 이 집은 이후 미국 국립역사기념물이 되었다. 포레스트 힐스에 있는 프랜시스 파크먼 학교는 그의 이름을 따서 명명되었으며, 파크먼 드라이브와 매사추세츠주 자메이카 플레인(현재 보스턴의 한 지역)에 있는 그의 마지막 집터에 있는 화강암 프랜시스 파크먼 기념비도 그의 이름을 따서 명명되었다. 1967년 9월 16일, 미국 우정청은 저명한 미국인 시리즈 3센트 우표로 파크먼을 기렸다.
파크먼의 에세이 '여성 참정권 반대 이유'는 수십 년 동안 베스트셀러였다. 매사추세츠 여성 참정권 추가 확대 반대 협회는 파크먼 사망 후에도 그의 글과 명성을 계속 사용했다.

## 비판
국적, 인종, 특히 아메리카 원주민에 대한 파크먼의 작업은 비판을 불러일으켰다. C. 반 우드워드는 파크먼이 자신의 편견이 판단을 통제하도록 허용했으며, "국민성"이라는 비유를 사용하여 프랑스와 영국의 스케치에 색을 입히고, 인디언의 "야만성"과 정착민의 "문명"을 구분했다고 썼다. 파크먼은 인디언의 두피 벗기기 관행을 끔찍하게 여겼고, 자신의 혐오감을 강조했다. 영국 태생의 누벨프랑스 역사가인 W. J. 에클스는 파크먼의 프랑스와 가톨릭 정책에 대한 편견뿐만 아니라 파크먼 자신의 개인적인 편견에 기반한 프랑스어 자료의 오용을 심하게 비판했다. "요컨대, 그의 호소는 타고난 쇼비니즘에 있다." 다른 곳에서 에클스는 다음과 같이 썼다. "프랜시스 파크먼의 서사시적 작품 《라 살과 대서부의 발견》(보스턴, 1869)은 의심할 여지 없이 위대한 문학 작품이지만, 역사적으로는 적어도 의심스러운 가치를 지닌다." 에클스는 나중에 그의 역사적 저술에서 "두려운 우상 파괴자"로 특징지어졌다.
파크먼의 여성관은 그가 쓴 글에 많은 비판을 불러일으켰다. 파크먼은 더 공격적인 서부의 여성들을 "목이 앙상한"이라고 불렀고, 서부인들의 동료를 좋아하지 않는다고 주장했다. 그는 더 "신사적인" 사회나 자신이 지시하는 대로 기꺼이 따르는 사람들과의 교제를 선호했다. 이러한 "신사적인" 사회의 여성들에 대해서도, 그는 자신이 그들에게 육체적으로 의존하고 있음에도 불구하고 그들을 연약하고 남성에게 의존한다고 생각했다.

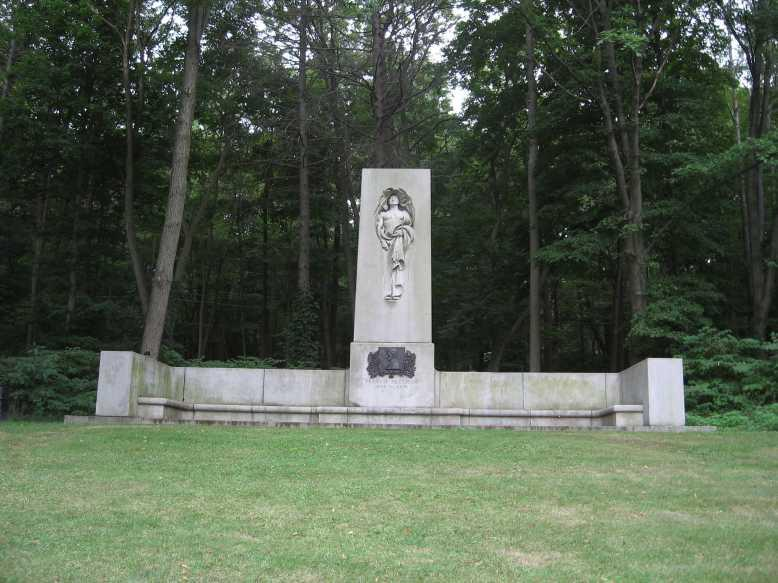
자메이카 연못 근처의 파크먼 기념비

다른 현대 역사가들은 파크먼의 한계를 인정하면서도 그의 작품의 요소를 칭찬했다. 역사가 로버트 S. 앨런은 북아메리카의 프랑스와 잉글랜드에 대한 파크먼의 역사는 "역사와 문학의 풍부한 혼합으로 남아 있으며, 현대 학자들이 감히 모방할 수 없을 정도"라고 말했다. 역사가 마이클 N. 맥코넬은 파크먼의 책 《폰티악의 음모》에 있는 역사적 오류와 인종 편견을 인정하면서도 다음과 같이 말했다.
...폰티악을 다른 시대와 장소의 기이한—어쩌면 당혹스러운—유물로 치부하기는 쉬울 것이다. 그러나 파크먼의 작품은 선구적인 노력을 보여준다. 여러 면에서 그는 이제 당연시되는 변경 역사를 예견했다.... 파크먼의 뛰어난 재능과 감동적인 언어 사용은 그의 가장 오래 지속되고 교훈적인 유산으로 남아 있다.

미국 문학 평론가 에드먼드 윌슨은 그의 저서 《오 캐나다》에서 파크먼의 《북아메리카의 프랑스와 잉글랜드》를 다음과 같이 묘사했다. "파크먼 서술의 첫 권의 명확성, 추진력, 그리고 색채는 예술로서의 역사 서술의 가장 뛰어난 업적 중 하나이다."

## 갤러리

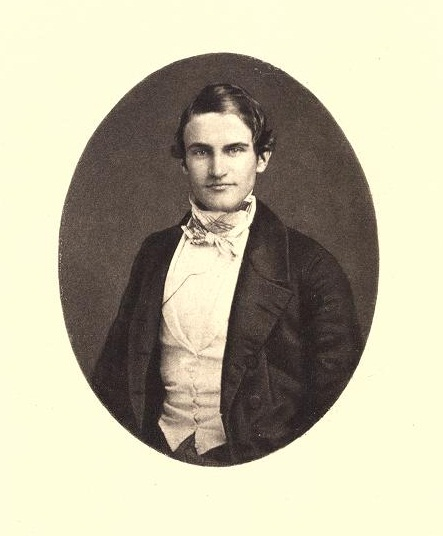
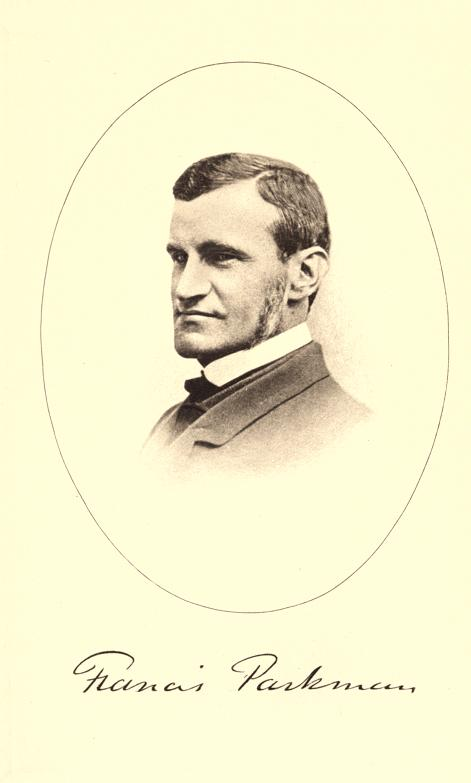
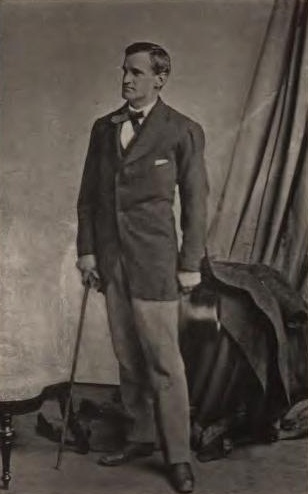
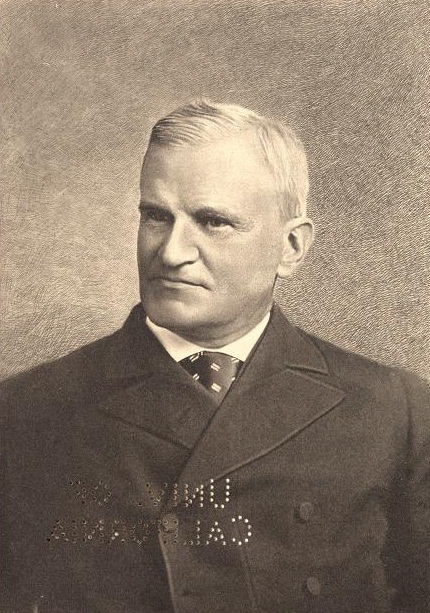
1907년경 포레스트 힐스의 프랜시스 파크먼 학교1907년경 포레스트 힐스의 프랜시스 파크먼 학교

- 파일:Francis Parkman (engraving).gif

## 선택된 작품
- 오리건 트레일: 대초원과 로키산맥 생활 스케치 (1847)
- 폰티악의 음모와 캐나다 정복 이후 인디언 전쟁[18] (2권) (1851)
- 바살 모튼 (1856), 소설
- 장미의 책[19] (1866). 장미 원예.
- 북아메리카의 프랑스와 잉글랜드 (1865–1892):
  - 신세계 프랑스의 개척자 (1865)
  - 17세기 북아메리카의 예수회 (1867)
  - 라 살과 대서부의 발견 (1869; 확장판, 1879)
  - 캐나다의 옛 체제 (1874)
  - 프롱트나크 백작과 루이 14세 치하의 누벨프랑스 (1877)
  - 몽칼름과 울프 (1884)
  - 반세기 갈등 (1892)
- 북부 여행의 역사적 핸드북[20] (1885)
- 프랜시스 파크먼의 일기. 2권. 메이슨 웨이드 편집. 뉴욕: 하퍼, 1947.
- 프랜시스 파크먼의 편지. 2권. 윌버 R. 제이콥스 편집. 노먼: 오클라호마 대학교 출판부, 1960.
- 북아메리카를 위한 전투. 존 테벨이 편집한 《북아메리카의 프랑스와 잉글랜드》의 1권 요약본. 더블데이 1948.

### 논문
- 파크먼, 프랜시스 (1874년 4월). 《캐나다의 구체제, 1663–1763》. 《북미 리뷰》 118. 225–255쪽. JSTOR 25109812.
- 파크먼, 프랜시스 (1875년 1월). 《리뷰된 작품: 북아메리카 태평양 연안 국가의 원주민》. 《북미 리뷰》 120. 34–47쪽. JSTOR 25109883..
- 파크먼, 프랜시스 (1877년 11월). 《카벨리에 드 라 살》. 《북미 리뷰》 125. 427–438쪽. JSTOR 25110131.
- 파크먼, 프랜시스 (1878년 7월). 《보통 선거의 실패》. 《북미 리뷰》 127. 1–20쪽. JSTOR 25100650..
- 파크먼, 프랜시스 (1879년 10월). 《여성 문제》. 《북미 리뷰》 129. 303–321쪽. JSTOR 25100797.
- 파크먼, 프랜시스 (1880년 1월). 《또 다시 여성 문제》. 《북미 리뷰》 130. 16–30쪽. JSTOR 25100823.
- 파크먼, 프랜시스 (1916). 〈여성 참정권 반대 이유 중 일부〉.   앨버트 베네딕트 울프. 《사회 문제 독본》. 긴 앤 컴퍼니. 478–481쪽.

## 같이 보기
- 니커보커
- 조지 파크먼 — 삼촌.
- 앙리레몽 카스그랭

### 참고 문헌
- Doughty, Howard (1962). Francis Parkman. New York: The Macmillan Company.
- Levin, David, ed. Parkman: France and England in North America, vol. 1 (Library of America, 1983) ISBN 978-0-940450-10-3
- Levin, David, ed. Parkman: France and England in North America, vol. 2 (Library of America, 1983) ISBN 978-0-940450-11-0
- Farnham, Charles Haight (1900). A Life of Francis Parkman. Boston: Little, Brown & Company.
- Farnham, Charles Haight (1901). "Parkman at Lake George," Scribner's '30 (1), pp. 22–30.
- Gale, Robert L. (1973). Francis Parkman. New York: Twayne Publishers, Inc.
- Pease, Otis. Parkman's History: The Historian as Literary Artist (1953).
- Wade, Mason. Francis Parkman, Heroic Historian (1942)
- Wish, Harvey (1960). "Francis Parkman and the Pageant of Wilderness." In: The American Historian: A Social-intellectual History of the Writing of the American Past 보관됨 7월 16, 2012 - 웨이백 머신. New York: Oxford University Press, pp. 88–108.
- Additional Online Books Regarding Parkman

### 추가 자료
- Beaver, Harold. "Parkman's Crack-Up: A Bostonian on the Oregon Trail." New England Quarterly (1975) 48#1: 84–103. online
- Egan Jr, Ken. "Poetic Travelers: Figuring the Wild in Parkman, Fuller, and Kirkland." Western American Literature 44.1 (2009): 49–62. online
- Jacobs,  Wilbur R. Francis Parkman, Historian as Hero (1991)
- Jacobs,  Wilbur R. ed. Letters of Francis Parkman (U Oklahoma Press, 1960).
- Lawrence, Nicholas. "Francis Parkman's The Oregon Trail and the US-Mexican War: Appropriations of Counter-Imperial Dissent." Western American Literature 43.4 (2009): 373–391. online
- Peterson, Mark. "How (and Why) to Read Francis Parkman" Common-Place: The Journal of Early American Life  (2002) online
- Schama, Simon. Dead Certainties: Unwarranted Speculations (1991)
- Stewart, George (1899). "Francis Parkman and his Works," The Canadian Magazine 13, pp. 362–368.
- Tonsor, Stephen (1983). "The Conservative as Historian: Francis Parkman," Modern Age, 25', pp. 246–255.
- Townsend, Kim. "Francis Parkman and the Male Tradition." American Quarterly 38.1 (1986): 97–113. online

### 전자책 에디션
- 프랜시스 파크먼의 작품 - 프로젝트 구텐베르크
- Francis Parkman의 작품 - Faded Page (캐나다)

- 작품 정보 프랜시스 파크먼 - 인터넷 아카이브
- 프랜시스 파크먼의 작품 - 리브리복스 (퍼블릭 도메인 오디오북)